# Jan Chojnacki (dziennikarz)
Jan Chojnacki (ur. 24 sierpnia 1948 w Warszawie) – polski dziennikarz muzyczny, popularyzator i miłośnik bluesa. Ukończył studia magisterskie na wydziale handlu zagranicznego SGPiS. Współzałożyciel Akademii Fonograficznej ZPAV.

## Życiorys
W latach 1975–2020 prowadził w programie III Polskiego Radia cykl audycji „Bielszy odcień bluesa”. Prowadził także audycje „Blues Jana”, „Pół perfekcyjnej płyty”, „Trzeci do pary”, „Wejście smaku”, „Grakuchnia”, „Akademia muzyczna Trójki” i „Każdy gra inaczej” oraz był współautorem audycji „Tanie granie”. W latach 1983–1987 współredagował z Wojciechem Mannem, Romanem Rogowieckim i Wojciechem Soporkiem miesięcznik rockowy „Non Stop”. W drugiej połowie lat osiemdziesiątych wspólnie z Mannem prowadził na antenie TVP2 jedyny wówczas program poświęcony muzyce rockowej, Non Stop Kolor. Był również związany z programem „Nie tylko dla orłów”.
Pracował w Polskiej Agencji Artystycznej „Pagart” i w Zjednoczonych Przedsiębiorstwach Rozrywkowych. W latach 1982–1997, początkowo jako szef repertuaru, a następnie prezes, pracował w firmie płytowej Polton, gdzie wydał płyty m.in. Republiki, Maanam, TSA, Urszuli, Kultu, Ireneusza Dudka, Martyny Jakubowicz, zespołuMorawski Waglewski Nowicki Hołdys, Voo Voo i Wojciecha Waglewskiego. W latach 1991–1995 był szefem polskiej filii Warner Music Group, a latach 1994–1999 był sekretarzem polskiego jury w Konkursie Piosenki Eurowizji. W 1995 koordynował nagranie albumu „Tribute to Eric Clapton”, a w 2008 był współproducentem albumu „Hey Jimi – Polskie gitary grają Hendrixa”.
W lipcu 2005 założył internetowe Radio Baobab, w którym prowadzłi liczne audycje (m.in. „Blues Corner”, „Blues bigos”), od 2020 także „Bielszy odcień bluesa”. Od września 2006 do 2009 razem z Wojciechem Mannem, Grzegorzem Wasowskim, Antonim Piekutem i Moniką Makowską współtworzył audycję „Tanie granie” nadawaną w niedziele między 10:00 a 12:00 w Trójce. Był członkiem Akademii Muzycznej Trójki. W 2016 nakładem Społecznego Instytutu Wydawniczego „Znak” ukazała się książka „Blues z kapustą” jego autorstwa.
W 2020 odszedł z pracy w Trójce. Wiosną 2020, wspólnie z Magdaleną Jethon, Piotrem Jedlińskim, Anną Krakowską, Krzysztofem Łuszczewskim, Patrycją Macjon, Wojciechem Mannem i Jerzym Sosnowskim powołał do życia Radio Nowy Świat. Prowadzi w nim audycje „Strumień Zdumień” i „Dzieci Bluesa”. W czerwcu 2023 przyznano mu tytuł Honorowego Obywatela Miasta Suwałk. Podkreślono zasługi dla promocji miasta i pracę przy organizacji Suwałki Blues Festival.